# Кристьян Хельгасон
Кристья́н Хе́льгасон (исл. Kristján Hélgason, род. 27 марта 1974 года) — исландский профессиональный игрок в снукер, самый успешный снукерист этой страны.

## Карьера
Стал профессионалом в 1994 году после того, как в 1993-м выиграл чемпионат мира среди игроков до 21 года. В 2000 году вышел в 1/16 финала чемпионата мира, где проиграл Стивену Ли со счётом 3:10. В том же году, но уже в сезоне 2000/01, он достиг 1/32 финала чемпионата Британии. Свой высший брейк — 140 очков — Хельгасон сделал на турнире Scottish Open 2001 года. В 2005 году Кристьян был финалистом чемпионата Европы, а в 1998 — победителем этого турнира.
В последнее время Кристьян Хельгасон регулярно представляет свою страну на различных международных турнирах.

## Достижения в карьере
- Чемпионат мира 1/16 финала — 2000
- Чемпионат Великобритании 1/32 финала — 2000
- Scottish Open last 48 — 2002
- Чемпионат Европы победитель — 1998
- Чемпионат Европы финалист — 2005
- Чемпионат мира среди игроков до 21 года — 1993